# Will Dyson
William Henry Dyson (3 de septiembre de 1880 - 21 de enero de 1938) fue un ilustrador y dibujante político australiano. 

## Primeros años
Dyson nació en Alfredton, ahora Ballarat, Victoria, Australia, hijo de George Dyson, vendedor ambulante e ingeniero de minas, y su esposa Jane, née Mayall. Dyson fue educado en escuelas estatales en Ballarat y en el sur de Melbourne. Su hermano Edward Dyson, fue quien apoyaba a la familia en este momento. Un hermano mayor, Ambrose Dyson (1876 - 3 de junio de 1913) fue un ilustrador popular vigoroso y capaz. Will siguió los pasos de su hermano Ambrose, y antes de cumplir los 21 años uno de sus dibujos fue aceptado por The Bulletin, y luego obtuvo una cita en el Adelaide Critic como ilustrador.

## Carrera de dibujo
Dyson regresó a Melbourne en 1902 e hizo un gran trabajo para The Bulletin , Melbourne Punch y otros periódicos.  En 1906 Fact'ry 'Ands, de su hermano Edward Dyson, fue publicado con más de 50 ilustraciones de él.  Estos son curiosamente inquietos y exagerados, pero lo mejor de su trabajo en este período demostró que un artista de gran originalidad se estaba encontrando gradualmente.  Dyson no era un dibujante natural como Phil May , ya que en sus primeras ilustraciones de libros a menudo fallaba en darse cuenta del cuerpo debajo de la ropa.  Sin embargo, una vena de sátira genuina seguía apareciendo, y pronto se dio cuenta de que había una mente detrás del trabajo.  Sin duda, parte de la honestidad del artista fue que cuando realizó una muestra de sus dibujos en 1909, fueron calificados cuidadosamente, y algunos de los bienes menos valiosos tuvieron un precio tan bajo como diez chelines y seis peniques. 

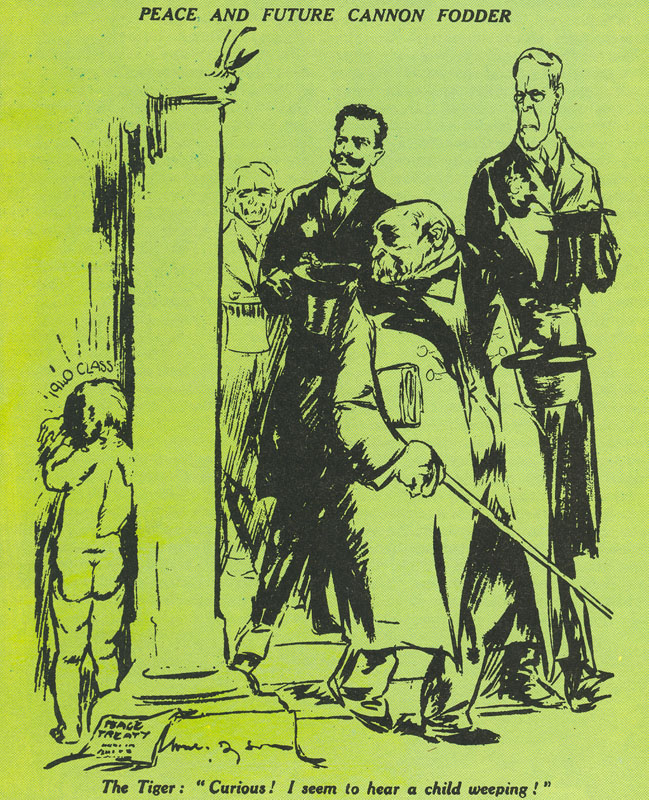
"La paz y el futuro forraje de cañón"

El 30 de septiembre de 1909, Dyson se casó con Ruby Lindsay , miembro de la conocida familia de artistas.  Luego fueron a Londres donde Dyson trabajaba en el Weekly Despatch .  También dibujó algunos dibujos animados a color para Vanity Fair, firmado con "Emu", y más tarde comenzó a contribuir al periódico laboral, el Daily Herald .  Sus caricaturas se hicieron famosas y tuvieron mucha influencia en el establecimiento del papel.  En 1914 publicó Cartoons , una selección de su obra en sus páginas.  En enero de 1915 apareció Kultur Cartoons , y más tarde en el año se convirtió en un artista oficial australiano en el frente .  No le preocupaba encontrar puntos de vista seguros y fue herido dos veces en 1917.  Las exposiciones de sus dibujos animados de guerra se llevaron a cabo en Londres, y en noviembre de 1918 publicó Australia at War, que contiene algunos de sus mejores dibujos.  En marzo de 1919, para su gran pena, murió su esposa.  En el año siguiente, publicó una selección de su obra Los dibujos de Ruby Lind acompañada de un pequeño volumen Poemas en memoria de una esposa (fechado en 1919). 
Poco después de la muerte de su esposa, dibujó lo que se convertiría en uno de los dibujos animados más célebres y reproducidos, titulado "Peace and Future Cannon Fodder" y asombroso en su extraña visión.  Publicado en el British Daily Herald el 13 de mayo de 1919, mostraba a David Lloyd George , Vittorio Orlando y Georges Clemenceau (los primeros ministros de Gran Bretaña, Italia y Francia respectivamente), junto con Woodrow Wilson , el presidente de los Estados Unidos, emergiendo después de Reunión en Versalles para discutir el Tratado de Paz.  Clemenceau, quien fue identificado por su apodo "El Tigre", está diciendo a los demás: "¡Curioso!  ¡Parece que oigo llorar a un niño! ".  Y allí, detrás de un pilar, hay un niño llorando; se etiqueta "Clase 1940".
Dyson recibió un gran salario para regresar a Australia en 1925 para trabajar en el personal del Melbourne Herald and Punch , y se quedó durante cinco años.  Regresó a Londres por Nueva York, donde tuvo una muestra exitosa de sus puntos secos, y realizó una exposición similar en Londres en diciembre de 1930, que atrajo mucha atención.  Dyson reanudó su conexión con el Daily Herald y contribuyó con dibujos animados hasta su muerte.  Se interesó por la teoría de Douglas Credit y, en 1933, publicó Artist Among the Bankers con 19 de sus propias ilustraciones.  Murió repentinamente el 21 de enero de 1938 a causa de una afección cardíaca de larga data.  Dyson y su esposa Ruby Lind están enterrados juntos en la sección D10 del cementerio de Hendon en Londres. Una hija le sobrevivió. 

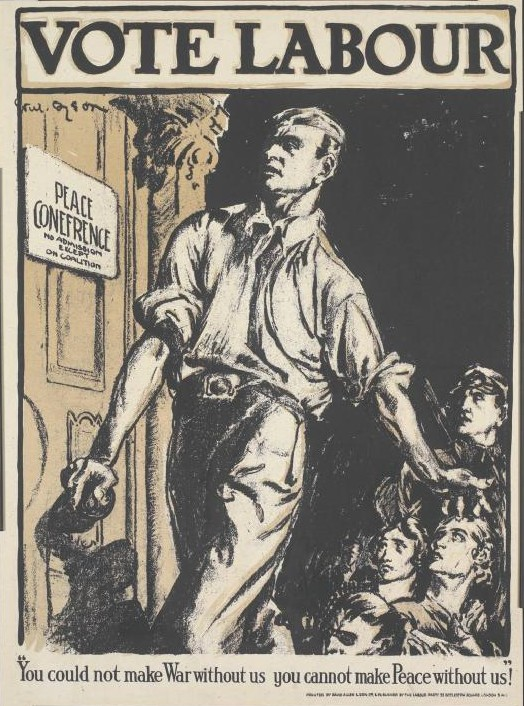

Dyson era alto y delgado y fue criado en un distrito minero, sabía algo de las dificultades de los trabajadores, y ningún éxito personal podría disminuir su título de campeón.  Lo que sea que intentó, lo hizo bien.  Era un buen orador público, un escritor de excelente prosa, un conversador encantador, y sus poemas poco conocidos en memoria de una esposa pertenecen a las regiones de la verdadera poesía.  Dyson comenzó a señalar en seco en la edad avanzada de su vida y rápidamente dominó las posibilidades de su médium.  Su genio completo se expresó en sus dibujos animados, se convirtió en el satírico agudo de su época.  La colección más grande de su trabajo se encuentra en el Museo Nacional de Australia , Canberra , y también está representado en las galerías nacionales de Melbourne y Sídney y en el Victoria and Albert Museum de Londres. 
El amigo y colega de Dyson, Charles Bean, sugirió que el Australian War Memorial debería tener una galería especial de Dyson, tan alto era su respeto por el trabajo de Dyson.  En 2016, el Memorial celebró más de 270 obras de Dyson, pero ninguna de ellas estuvo en exhibición.